# Synargis dirca
Synargis dirca is een vlindersoort uit de familie van de prachtvlinders (Riodinidae), onderfamilie Riodininae.
Synargis dirca werd in 1911 beschreven door Stichel.